# XVIII легион
Легион XVIII (Legio XVIII) е римски легион, сформиран от Октавиан Август през 41 пр.н.е.. Разгромен е в Битката в Тевтобургската гора през 9 г. Емблемата на легиона не е известна.
За легионите, разгромени при тази битка, няма почти никакви сведения.